# Suzanne Bonnier
Suzanne Bonnier, född 15 januari 1924 i New York i USA, död 16 juli 2016 i Stockholm, var en svensk konstförläggare och direktör.
Suzanne Bonnier är dotter till bokförläggare Kaj Bonnier och Ulla, ogift Wetterlind, samt äldre syster till Tomas Bonnier och David Bonnier. Vidare är hon sondotter till bokförläggaren Karl Otto Bonnier, brorsdotter till förläggarna Tor Bonnier och Åke Bonnier den äldre samt genetikern Gert Bonnier. De tillhör alla mediesläkten Bonnier.
Hon avlade studentexamen 1943, gick Bar-Lock-institutet 1951 samt en förlagsredaktörskurs 1967–1968. Hon har varit anställd vid bokförlag och advokatbyrå samt innehaft eget konstförlag. Hon var verkställande direktör för Sverige-Amerikastiftelsen 1973–1990 och därefter ordinarie styrelseledamot 1990–1992.
Hon var ledamot av Fulbrightkommission 1973–1980, styrelseledamot av Institute for English- speaking studies 1973–1982, Föreningen Nordens Stockholmsavdelning 1974–1985, Stockholms företagsminnen 1980–1991, ledamot av statens arkivstyrelse 1980–1986, av bolagsstämman vald revisor i Svenska Handelsbanken från 1982, styrelseledamot i Gertrude och Ivar Philipsons stiftelse från 1984, Anna Whitlocks minnesfond från 1988, verkställande ledamot där från 1991, ledamot av nämnden för Svenska institutet för Nordamerikastudier (SINAS) vid Uppsala universitet 1986–1991, ledamot av referensgruppen för 1976 års fond för personutbyte mellan Sverige och Förenta Staterna inom Svenska institutet 1976–1992.
Första gången var hon gift 1944–1951 med bokförläggaren Per A. Sjögren (1921–1996), son till hovrättsrådet John Sjögren och Käthe, ogift Bernhardt. Andra gången var hon gift 1952–1962 med direktören Frans Arnheim (1909–1971), son till grosshandlaren Karl David Arnheim och hans hustru Rose Lasch. Under en period från 1962 levde hon sedan i ett samvetsäktenskap med företagsledaren Harald Westling (1923–2014), son till landshövdingen Axel Westling och Aina, ogift Stuart. Suzanne Bonnier är begravd på Råcksta begravningsplats.